# Werner Kreipe
Werner Kreipe (Hannover, Imperio alemán, 12 de abril de 1904 - Badenweiler, Alemania occidental, 7 de septiembre de 1967) fue un General der Flieger alemán de la Luftwaffe durante la Segunda Guerra Mundial.

## Carrera
Kreipe se unió a la Luftwaffe en 1934. Kreipe ocupó varios puestos de personal hasta el invierno de 1939-1940, cuando fue seleccionado o solicitó un puesto de campo. Se unió a Kampfgeschwader 2 (Ala de bombardero 2) y comandó su III. Gruppe durante la Batalla de Francia y la Batalla de Bélgica. En junio de 1940 regresó a varios puestos de personal. En diciembre de 1941 fue promovido como Jefe de Estado Mayor, 1.º Cuerpo Aéreo (I. Fliegerkorps). En agosto de 1942 fue promovido como Jefe de Estado Mayor de la Luftwaffe. En julio de 1943 fue nombrado General der Flieger (General de aviadores). 
Insatisfecho con el liderazgo de Hermann Göring de la Luftwaffe, Adolf Hitler quería reemplazarlo con Robert Ritter von Greim. Incapaz de convencer a Greim de aceptar el papel, Hitler obligó a Göring a despedir a Kreipe y reemplazarlo provisionalmente el 19 de septiembre de 1944 con el impasible Karl Koller, a quien se le asignó oficialmente el cargo el 12 de noviembre. Sin embargo, Koller no pudo reformar la Luftwaffe, que había sido mal administrada por Göring y había perdido la superioridad aérea sobre los cielos de Europa.
En enero de 1945, organizó el esfuerzo logístico y la preparación para la última gran ofensiva de la Luftwaffe, Unternehmen Bodenplatte (Operación Bodenplatte) el 1 de enero de 1945. Kreipe continuó en puestos de personal hasta que se rindió a los Aliados Occidentales en mayo de 1945. 

## Posguerra
En 1956, Kreipe escribió un libro sobre la guerra y el papel de la Luftwaffe titulado La decisión fatal: seis batallas decisivas de la Segunda Guerra Mundial desde el punto de vista de los vencidos. 

## Condecoraciones
- Orden de la Sangre (9 de noviembre de 1923)
- Cruz de Hierro, 2.ª y 1.ª clase
- Cruz Alemana, en Oro el 22 de junio de 1942 como Oberst en el estado mayor del 1.º Flieger-Korps[5]